# Eiji Takada
Eiji Takada (高田 栄二 Takada Eiji?,  nacido el 21 de octubre de 1974 en Okinawa) es un exfutbolista japonés. Jugaba de centrocampista y su último club fue el Japan Soccer College de Japón.

## Trayectoria

### Clubes
| Club                 | País  | Año         |
| -------------------- | ----- | ----------- |
| Kawasaki Frontale    | Japón | 1997 - 2001 |
| Japan Soccer College | Japón | 2004 - 2005 |

## Palmarés

### Títulos nacionales
| Título    | Club              | País  | Año  |
| --------- | ----------------- | ----- | ---- |
| J2 League | Kawasaki Frontale | Japón | 1999 |